# Triptolid
Triptolid, auch PG490 genannt, ist ein in der chinesischen Kletterpflanze Wilfords Dreiflügelfrucht (Tripterygium wilfordii) enthaltenes Diterpen mit drei Epoxid-Gruppen.

## Vorkommen
Triptolid ist von den über 300 verschiedenen Inhaltsstoffen des chinesischen Spindelbaumgewächses Tripterygium wilfordii die wichtigste bioaktive Komponente.

## Synthese
In der Literatur sind zwar mehrere, auch stereoselektive Wege zur Totalsynthese von Triptolid beschrieben, am einfachsten ist es jedoch als Naturstoff durch Extraktion aus dem Spindelbaumgewächs Tripterygium wilfordii zugänglich. Dabei werden die Pflanzenbestandteile mit Ethanol extrahiert und die verschiedenen Wirkstoffe durch nachfolgende chromatografische Verfahren aufgetrennt.

## Entdeckung und Isolierung
Triptolid wurde erstmals 1972 aus dem Extrakt von Tripterygium wilfordii durch eine Arbeitsgruppe um S. Morris Kupchan an der University of Virginia isoliert und charakterisiert.

## Pharmakologische Eigenschaften
Triptolid ist ein potentes Immunsuppressivum und ein entzündungshemmender Wirkstoff.
In Tumorzellen, aber auch T-Lymphozyten kann es durch Aktivierung der DEVD-spaltenden Caspase 3 den programmierten Zelltod (Apoptose) einleiten; nicht jedoch bei Thymozyten. Ebenso sensibilisiert Triptolid in Tumorzellen die TNF-α-induzierte Apoptose und inhibiert die TNF-α induzierte Aktivierung des Nukleären Faktors κB. Triptolid inhibiert des Weiteren den MAP-Kinase-Weg (Mitogen-aktivierte Protein-Kinase) MAPK1. In T-Lymphozyten inhibiert Triptolid die Expression von Interleukin-2.
Triptolid wirkt im Tiermodell Maus und Hund zudem antileukämisch.
Die längerfristige Gabe von Triptolid, beziehungsweise einem Extrakt aus Tripterygium wilfordii kann bei Männern eine reversible Sterilität bewirken, da Spermienzahl und -beweglichkeit reduziert werden. Dieser Effekt wurde erstmals bei der Behandlung von mehreren Chinesen mit T. wilfordii-Extrakt festgestellt. Die Männer wurden mit einer täglichen Dosis von 20 bis 30 mg des Extraktes gegen rheumatische Arthritis und Psoriasis behandelt und wurden nach etwa zwei Monaten dadurch steril. Die Testosteron- und LH-Spiegel waren ebenso wie Libido und Potenz unverändert. Ein bis zwei Monate nach dem Absetzen der Behandlung wurden die Männer wieder normal fruchtbar. Eine der Ursachen für diese Wirkung von Triptolid ist, dass es die Calciumkanäle der spermatogenen Zellen hemmt. Eine diskutierte und in ersten klinischen Studien getestete mögliche Anwendung ist die hormonfreie Pille für den Mann. Im Tiermodell Ratte war die Unfruchtbarkeit allerdings nicht mehr reversibel, weshalb das Interesse an Triptolid für diese Anwendung nachgelassen hat.
Triptolid ist ein potenzieller Wirkstoff für die Behandlung von Patienten mit Zystennieren. In verschiedenen Modellorganismen konnten – ähnlich wie mit dem Immunsuppressivum Sirolimus (Rapamycin) – vielversprechende Resultate erhalten werden.
Gegenüber einer Reihe von Krebszelllinien (in vitro), als auch im Modellorganismus (in vivo) zeigt Triptolid eine hohe zytostatische Wirksamkeit. So ist es in der Lage das Wachstum von Tumoren und Metastasen zu verringern. Triptolid ist dabei in Konzentrationen von 2 bis 10 ng/ml (in vitro) wirksam und zeigt dabei eine höhere Wirksamkeit als beispielsweise Chemotherapeutikum Paclitaxel (Taxol). Als Folge dieser Erkenntnisse wurden verschiedene klinische Studien mit Triptolid als Chemotherapeutikum begonnen. Durch die hohe Toxizität haben Triptolid und seine verwandten Inhaltsstoffe von T. wilfordii nur eine kleine therapeutische Breite. Um die Toxizität zu reduzieren, wurden verschiedene Derivate hergestellt. Mit Hilfe von Aspergillus niger wurden strukturelle Modifikationen erhalten, die in vitro eine hohe Wirksamkeit gegenüber humanen Krebszelllinien zeigen. Ein wasserlösliches Triptolid-Derivat mit der Bezeichnung PG490-88 befindet sich derzeit in der klinischen Phase-I zur Behandlung solider Tumoren.
Triptolid bindet im Organismus an PC2, ein 110 kDa schweres Protein.

## Weiterführende Literatur
- W. Z. Gu, S. R. Brandwein: Inhibition of type II collagen-induced arthritis in rats by triptolide. In: Int J Immunopharmacol 20/1998, S. 389–400.
- N. Lin u. a.: Triptolide, a novel diterpenoid triepoxide from Tripterygium wilfordii Hook. f, suppresses the production and gene expression of pro-matrix metalloproteinases 1 and 3 and augments those of tissue inhibitors of metalloproteinases 1 and 2 in human synovial fibroblasts. In: Arthritis Rheum 44/2001, S. 2193–2200.
- B. Wang u. a.: Triptolide, an active component of the Chinese herbal remedy Tripterygium wilfordii Hook F, inhibits production of nitric oxide by decreasing inducible nitric oxide synthase gene transcription. In: Arthritis Rheum 50/2004, S. 2995–3003.